# Maxwell Perkins
William Maxwell Evarts "Max" Perkins (Nueva York, 20 de septiembre de 1884-Stamford (Connecticut), 17 de junio de 1947) fue un editor de libros estadounidense, más conocido por descubrir autores como Ernest Hemingway, F. Scott Fitzgerald, Marjorie Kinnan Rawlings o Thomas Wolfe.

## Juventud y educación
Perkins era hijo de Elizabeth (Evarts) Perkins, hija de William M. Evarts y de Edward Clifford Perkins, un abogado. Creció en Plainfield (Nueva Jersey) y se educó en St. Paul's School en Concord (New Hampshire) graduándose en el Harvard College en 1907. Aunque se especializó en economía en la universidad, Perkins también estudió con Charles Townsend Copeland, un profesor de literatura que ayudó a preparar a Perkins en su carrera.

## Carrera
Después de trabajar como reportero para The New York Times, Perkins se unió a la editorial Charles Scribner's Sons en 1910. En ese momento, la editorial era conocida por publicar autores más antiguos como en los casos de John Galsworthy, Henry James o Edith Wharton. Sin embargo, Perkins deseaba publicar escritores más jóvenes. A diferencia de la mayoría de los editores, buscó activamente nuevos escritores prometedores. Su primer gran hallazgo fue en 1919 cuando fichó a F. Scott Fitzgerald. Inicialmente, a nadie de Scribner's, excepto a Perkins, le había gustado The Romantic Egotist, el título provisional de la primera novela de Fitzgerald, por lo que fue rechazada. Aun así, Perkins trabajó con Fitzgerald para revisar el manuscrito hasta que fue aceptado por la editorial.
Su publicación como This Side of Paradise (A este lado del paraíso) en 1920, marcó la llegada de una nueva generación literaria que siempre estaría asociada a Perkins. Sin embargo, el libertinaje y el alcoholismo de Fitzgerald tensaron su relación con Perkins. No obstante, Perkins siguió siendo amigo de Fitzgerald hasta el final de la corta vida del novelista, además de su relación editorial con él, particularmente evidenciada en The Great Gatsby (El gran Gatsby) de 1925, que se benefició sustancialmente de las críticas de Perkins.
También fue el descubridor  y guía de estilo de Thomas Wolfe, novel escritor que se instaló en Nueva York en 1922, que también sería miembro de la pléyade de autores emergentes norteamericanos.
Perkins conoció a Ernest Hemingway a través de Fitzgerald y publicó su primera gran novela, The Sun Also Rises (publicada como Fiesta, en español), en 1926. Perkins luchó por la novela a pesar de las objeciones a las blasfemias de Hemingway planteadas por los tradicionalistas de la editorial. El éxito comercial de la siguiente novela de Hemingway, A Farewell to Arms (Adiós a las armas) de 1929, que encabezó la lista de los libros más vendidos, silenció a sus colegas sobre el juicio editorial de Perkins.
El mayor desafío profesional con que se enfrentó Perkins fue la falta de autodisciplina artística de Thomas Wolfe. Wolfe escribía mucho y estaba muy apegado a cada frase que escribía. Después de una tremenda lucha, Perkins indujo a Wolfe a cortar 90.000 palabras de su primera novela, Look Homeward, Angel (1929). Su siguiente obra, Of Time and the River (1935), fue el resultado de una batalla de dos años durante la cual Wolfe siguió escribiendo más y más páginas ante el esfuerzo, finalmente victorioso de Perkins, por mantener la línea editorial sobre el tamaño de la obra. Al principio, agradecido con Perkins por descubrirlo y orientarlo, Wolfe luego llegó a resentirse de la percepción popular de que debía su éxito a su editor. Wolfe dejó Scribner's después de numerosas peleas con Perkins. A pesar de esto, Perkins fue el albacea literario de Wolfe después de su temprana muerte en 1938 y era considerado por Wolfe su mejor amigo.
Aunque su reputación como editor está más estrechamente vinculada a estos tres escritores, Perkins trabajó con muchos otros. Fue el primero en publicar a J. P. Marquand y a Erskine Caldwell. Su consejo fue el responsable del éxito de Marjorie Kinnan Rawlings, cuyo The Yearling (1938) surgió de las sugerencias hechas por Perkins. Se convirtió en un éxito de ventas y ganó el premio Pulitzer. Cry, the Beloved Country (1946) de Alan Paton fue otro hallazgo de Perkins. Su penúltimo descubrimiento fue James Jones, que se acercó a Perkins en 1945. Perkins persuadió a Jones a que abandonara la novela autobiográfica en la que estaba trabajando y lo lanzó a lo que se convertiría en From Here to Eternity (De aquí a la eternidad de 1951. En ese momento, la salud de Perkins estaba empeorando y no vivió para llegar a ver su éxito, ni tampoco el de The Old Man and the Sea (El viejo y el mar) de Hemingway (1952), que estaba dedicado a su memoria. El descubrimiento final de Perkins fue Marguerite Young, quien inició su mastodóntica Miss MacIntosh, My Darling en 1947 con su apoyo, firmando un contrato en 1947 basado en su manuscrito de 40 páginas. La novela se publicó finalmente en 1965.
Perkins se destacó por su cortesía y consideración con sus promesas literarias. También reconocía fácilmente la escritura suelta y hábil dondequiera que la encontrara, alentando a los escritores noveles como pocos editores lo hacían. El hecho de que Ring Lardner tuviese una larga reputación, se debía a que Perkins lo veía como algo más que un humorista de columna. Perkins creía en Lardner más que el escritor y, a pesar del fracaso de varias colecciones anteriores, convenció a Lardner de que le permitiera montar otra bajo el título de How To Write Short Stories (Cómo escribir cuentos) de 1924. El libro se vendió bien y, gracias a las excelentes críticas que recibió, llevó a establecer a Lardner como una figura literaria.
Aparte de sus roles como guía, amigo y promotor, Perkins era una persona de comportamiento poco frecuente entre sus colegas editores por la atención cercana y detallada que prestaba a los libros, y por lo que el novelista Vance Bourjaily, otro de sus descubrimientos, llamaba su 'infalible sentido de la estructura'. Aunque nunca pretendió ser un artista, Perkins a menudo podía ver con más claridad a dónde debería ir un autor, antes que el propio escritor. Al combinar estas diferentes actividades editoriales en su trabajo, Perkins podría considerarse el editor de autores noveles.
El académico Matthew Bruccoli describió a Perkins como el editor literario más conocido de la literatura estadounidense.

## Vida personal

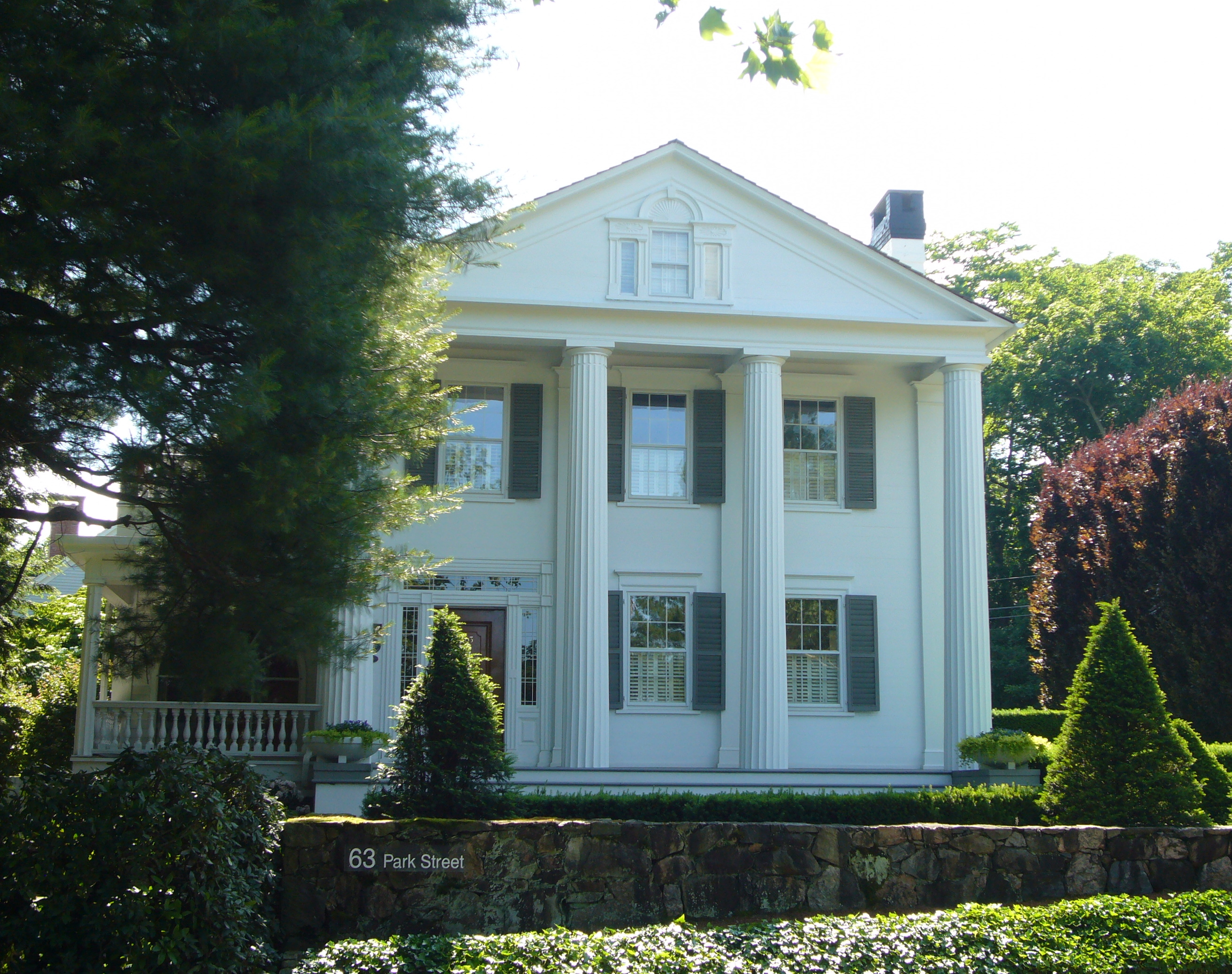
Maxwell-E-Perkins-House-New-Canaan-CT-USA.jpg

En 1910, Perkins se casó con Louise Saunders, también de Plainfield, con la que tuvo cinco hijas. Perkins murió el 17 de junio de 1947 en Stamford, Connecticut de neumonía. Su casa en Windsor (Vermont), que había sido comprada a John Skinner en la década de 1820 por 5.000 dólares por William M. Evarts, se había transmitido a la hija de Evarts y a la madre de Max, Elizabeth Hoar Evarts Perkins. Dejó la casa a miembros de la familia, incluido su hijo Maxwell. La casa permaneció en la familia hasta 2005, y ha sido restaurada y reabierta como Snapdragon Inn. La posada alberga la Biblioteca Maxwell Perkins, que muestra y recopila artículos relacionados con Maxwell Perkins y su extensa familia. Su casa en New Canaan (Connecticut), la "Maxwell E. Perkins House", está en el Registro Nacional de Lugares Históricos. Su nieta, Ruth King Porter, es escritora de Vermont, y uno de sus nietos es el actor de la serie de televisión Riptide, Perry King.

## En la cultura popular
En la película de 1983 Cross Creek, se explora su relación profesional con Marjorie Kinnan Rawlings. Perkins es interpretado por el actor Malcolm McDowell.
En la película de drama biográfico Genius de 2016, basada en la biografía de A. Scott Berg, Max Perkins: Editor de Genius, Perkins es interpretado por el actor británico Colin Firth.